# Can’t Buy a Thrill
Can’t Buy a Thrill — дебютный студийный альбом американской джаз-рок-группы Steely Dan, вышедший 27 ноября 1972 года на лейбле ABC Records.
В 2003 году журнал Rolling Stone включил эту пластинку в список «500 величайших альбомов всех времён по версии журнала Rolling Stone» под № 238.
Альбом получил положительные отзывы музыкальных изданий и критиков, включая AllMusic, Роберта Кристгау, BBC Music, Rolling Stone.

## Список композиций
Все песни написаны дуэтом авторов-исполнителей Уолтером Беккером и Дональдом Фейгеном.
| №  | Название                     | Примечания                                                           | Длительность |
| -- | ---------------------------- | -------------------------------------------------------------------- | ------------ |
| 1. | «Do It Again»                | Electric sitar solo by Denny Dias Plastic organ solo by Donald Fagen | 5:56         |
| 2. | «Dirty Work»                 | Saxophone solo by Jerome Richardson                                  | 3:08         |
| 3. | «Kings»                      | Guitar solo by Elliot Randall                                        | 3:45         |
| 4. | «Midnite Cruiser»            |                                                                      | 4:07         |
| 5. | «Only a Fool Would Say That» |                                                                      | 2:57         |

| №                   | Название                               | Примечания                                                        | Длительность |
| ------------------- | -------------------------------------- | ----------------------------------------------------------------- | ------------ |
| 1.                  | «Reelin’ in the Years»                 | Guitar solos by Elliot Randall                                    | 4:37         |
| 2.                  | «Fire in the Hole»                     | Pedal steel guitar solo by Jeff Baxter Piano solo by Donald Fagen | 3:28         |
| 3.                  | «Brooklyn (Owes the Charmer Under Me)» | Steel guitar solo by Jeff Baxter                                  | 4:21         |
| 4.                  | «Change of the Guard»                  | Pedal steel guitar solo by Jeff Baxter                            | 3:39         |
| 5.                  | «Turn That Heartbeat Over Again»       |                                                                   | 4:58         |
| Общая длительность: | Общая длительность:                    | Общая длительность:                                               | 40:39        |

## Музыканты
Steely Dan
- Дэвид Палмер — вокал
- Дональд Фейген — клавишные, орга́н, фортепиано, электрическое пианино, бэк-вокал
- Джефф Бакстер — соло-гитара, педальная стил-гитара в песнях «Kings» и «Reelin in the Years», устная речь в песне «Only a Fool Would Say That»
- Денни Диас — ритм-гитара, ситар
- Уолтер Беккер — бас-гитара, бэк-вокал
- Джим Ходдер — ударные, бэк-вокал

Сессионные музыканты
- Эллиот Рэндалл — соло-гитара в песнях «Kings» и «Reelin in the Years».
- Джером Ричардсон — тенор-саксофон
- Синди Янг — флюгельгорн
- Виктор Фельдман — перкуссия
- Венетта Филдс, Клайди Кинг, Шерли Мэтьюз — бэк-вокал в песнях «Brooklyn (Owes the Charmer Under Me)» и «Kings».

## Чарты
Альбом
| Год  | Чарт       | Позиция |
| ---- | ---------- | ------- |
| 1973 | Pop Albums | 17      |